# 1918 год в истории железнодорожного транспорта
1918 год в истории железнодорожного транспорта

## События
- 9 июля — крушение в Нашвилле.
- Баскунчакская железная дорога вошла в состав Рязано-Уральской железной дороги.
- Национализирована и передана в состав НКПС Московско-Курская железная дорога.
- В России открыт первый участок Узкоколейной железной дороги ОАО «Шатурторф».
- В России организован аппарат особых дежурных, которые руководили движением поездов, что создало предпосылки для введения на железнодорожной сети диспетчеризации.[1]
- В России организованы первые отправительские маршруты для перевозки хлеба из Царицына в Москву.[1]
- В Петрограде в типографии А.А. Ильина издан первый атлас «Железные дороги России».[1]

## Новый подвижной состав
- Закончен выпуск паровоза серии С

## Персоны

### Родились
- 17 марта — Вячесла́в Ива́нович Фила́тов, — участник Великой Отечественной войны, герой Советского Союза, главный конструктор Муромского тепловозостроительного завода.

### Скончались
- 19 октября Рухлов, Сергей Васильевич — русский государственный деятель, министр путей сообщения (1909-1915).